# Championnat d'Écosse de football
Cet article traite uniquement de la compétition masculine. Pour la compétition féminine, voir Championnat d'Écosse de football féminin.
Pour les articles homonymes, voir SPL.
Le Championnat d'Écosse de football, appelé « Scottish Premiership » (depuis la réforme du football écossais de 2013), est la première sous l'appellation « William Hill Premiership » pour des raisons de parrainage avec William Hill. Elle oppose les douze meilleurs clubs d'Écosse en une série de trente-huit journées : les équipes s'affrontent à trois reprises de la 1re à la 33e journée, puis le championnat se scinde en deux poules pour les 5 journées restantes..
Ce championnat regroupe 12 équipes qui disputent chacune 38 matchs. Chaque club se rencontre trois fois puis le championnat se divise en deux au soir de la 33e journée. Ainsi les 6 meilleures équipes jouent le titre et les places européennes et s'affrontent une fois de plus dans ces séries éliminatoires (play-off en anglais). Il en va de même pour les 6 clubs du bas de tableau en play-down. À la fin de la saison, l'équipe qui totalise le plus faible nombre de points est reléguée en Championship, le deuxième niveau du football écossais.
Ce championnat ne figure plus parmi les plus prestigieux d'Europe, mais le Old Firm, fameux derby opposant le Celtic et les Rangers reste un choc de premier plan. Cette rencontre n'a pas eu lieu en championnat entre 2012 (année de la liquidation du club des Rangers et de leur descente en 4e division) et 2016 (année du retour des Rangers en 1re division). Les deux éternels rivaux totalisent 110 titres à eux deux, 55 titres pour les Rangers et 55 pour le Celtic.

## Histoire

### Les origines
La Ligue a été créée en 1890 pour encadrer un nombre croissant de clubs de football en Écosse et pour rationaliser les rencontres et les compétitions entre eux.
La première compétition organisée par la ligue eut lieu avec la saison 1890-1891. Les clubs participant à cette compétition et donc considérés comme membres originels de la ligue étaient :
- Abercorn Football Club
- Cambuslang Football Club
- Celtic Football Club
- Cowlairs Football Club
- Dumbarton Football Club
- Heart of Midlothian Football Club
- Rangers Football Club
- Saint Mirren Football Club
- Third Lanark Athletic Club
- Vale of Leven Football Club

La saison initiale vit les clubs de Dumbarton et des Rangers terminer premiers ex aequo, sans qu'un système de moyenne de but ou de différence de buts n'ait été prévu pour trancher les cas d'égalité de points. Un match décisif fut donc joué entre les deux clubs mais celui-ci se termina sur un résultat nul de 2-2. Ainsi, les deux équipes furent déclarées comme ayant remporté la compétition et se partagèrent le trophée 6 mois chacune. C'est le seul cas de figure où il y eut deux vainqueurs officiels à la compétition. La règle de la moyenne de but marqués par match fut appliquée à partir de la saison 1921-1922 et de différence de buts à partir de la saison 1971-1972.
Parmi ces dix clubs, seule la moitié existe encore aujourd'hui (Celtic, Dumbarton, Heart of Midlothian, Rangers et Saint Mirren).

### La création des divisions inférieures

#### La Seconde Division
Devant le succès de la structure de la ligue et de sa compétition phare, de nouveaux clubs y adhérèrent, ce qui amena à la création d'une seconde division à la ligue en 1893, notamment à la suite de l'arrivée des clubs qui avaient intégré une structure équivalente, la Scottish Football Alliance, mais qui eut moins de succès que la ligue. La possibilité de changer de division (promotion ou relégation) découlait initialement d'un vote des clubs. La promotion et la relégation automatiques liées aux résultats dans la division (à l'issue de la saison, le club classé dernier de la première division est relégué en seconde division alors que le club classé premier de la seconde division est promu en première division) ne fut introduit qu'en 1921-1922.
Durant la Première Guerre mondiale, la compétition de seconde division fut suspendue pour ne revenir que pour la saison 1921-1922, notamment à la suite de l'absorption d'une ligue concurrente, la Central Football League.

#### La Troisième Division
En 1923, une troisième division fut créée avec de nombreux clubs provenant de la Western Football League. Mais à la suite de difficultés financières, cette troisième division fut dissoute au bout de trois ans, en 1926 et ce jusqu'en 1946, où les réformes d'après-guerre réintroduisirent une troisième division. Les trois divisions furent également renommées pour s'appeler Division A, Division B et Division C. Les clubs de Division A furent aussi autorisés à engager leur équipe réserve en Division C.
En 1949, la Division C fut scindée en deux, la Division C Nord-Ouest et la Division C Sud-Est. Mais, en 1955, à la suite de l'arrêt de la présence des équipes réserve en Division C, la ligue revint à une formule à deux divisions.
En 1967, la disparition d'un des clubs fondateurs, le Third Lanark, laissa la Division B dans une situation à 19 clubs. Et bien qu'il fût tout à fait possible de continuer exactement comme ceci (ce qui fut fait de 1967 à 1974), cette situation peu conventionnelle amena les dirigeants de la ligue à repenser l'organisation de celle-ci.
En 1975, un nouveau club fut admis dans la ligue pour remplacer Third Lanark, il fut choisi par vote et le club de Ferranti Thistle reçut le plus de voix (dans un vote final contre le club de Inverness Thistle FC). Toutefois, le club dut changer de nom pour s'appeler Meadowbank Thistle (il deviendra encore plus tard le Livingston). De plus, la ligue revint à une structure à trois divisions, appelées Premier Division, First Division et Second Division. À noter le risque de confusion qu'il existe ; la First Division étant finalement une deuxième division et la Second Division une troisième. L'idée, en réduisant le nombre de clubs par division, était de proposer aux clubs phares de se rencontrer plus souvent dans une même saison et donc de générer plus souvent des affiches attrayantes pour le public, les sponsors et les médias.

#### La Quatrième Division
En 1995, une quatrième division fut créée (la Third Division) et les clubs de Ross County et d'Inverness Caledonian Thistle (ce dernier fut créé pour l'occasion par la fusion de deux clubs amateurs existants, le Caledonian et l'Inverness Thistle FC qui avait raté l'admission en 1975). À noter que ces deux nouveaux clubs admis dans la ligue sont deux clubs situés dans la région des Highlands, qui n'en comptait pas jusqu'alors.

### La sécession de la Premier League
En 1998, les clubs de Premier Division décidèrent de quitter la ligue pour s'autogérer au sein de la Scottish Premier League. Cette décision était liée à la volonté des clubs de haut niveau de ne plus redistribuer aux clubs des divisions inférieures une part de leurs revenus. Ils suivirent ainsi l'exemple donné par la Premier League anglaise en 1992-1993. La Scottish Premier League est donc une structure formée originellement par les clubs présents en Premier Division lors de la saison 1997-1998 et qui à partir de la saison 1998-1999 organisera sa propre compétition appelée aussi Scottish Premier League dont le nom officiel est sujet à sponsoring (jusqu'en 2013, le nom officiel du championnat était Clydesdale Scottish Premier League sponsorisé par Clydesdale Bank).
La Scottish Premier League constitue donc le plus haut niveau de division du football de clubs écossais. Les autres divisions, restées elles au sein du giron de la ligue, constituant des divisions inférieures à la Scottish Premier League, la First Division étant placée juste en dessous. Le système de promotion/relégation entre la Scottish Premier League et la First Division étant maintenu, cela fait qu'un club de First Division gagnant la promotion ne quitte pas seulement sa division mais aussi la Scottish Football League pour intégrer la Scottish Premier League, le chemin inverse étant réalisé par le club de Scottish Premier League relégué.
En 2000, et à l'instar de la Scottish Premier League passant de 10 à 12 clubs, deux nouveaux clubs furent invités à joindre la ligue. Il s'agit des clubs de Peterhead et d'Elgin City. Ainsi la ligue regroupe à partir de cette date 30 clubs, répartis en trois divisions de 10 clubs chacune.
La Scottish Football League est donc pendant la période 1998-2013 restreinte aux clubs de football écossais évoluant en Scottish First Division (deuxième division écossaise), Scottish Second Division (troisième division écossaise) et en Scottish Third Division (quatrième division écossaise), c'est-à-dire les trois divisions situées juste en dessous de l'élite, la Scottish Premier League. De 2007 à sa disparition en 2013, son nom officiel est la Irn-Bru Scottish Football League à la suite d'un accord de sponsoring avec l'entreprise A.G. Barr qui produit la boisson Irn-Bru.

### Réunification: la Scottish Professional Football League
En juin 2013, la Scottish Premier League et la Scottish Football League annoncent leur réunification et la création d'une nouvelle structure, la Scottish Professional Football League (SPFL), pour gérer le football professionnel écossais. Les quatre divisions sont renommées selon le modèle du championnat anglais : 
- la Scottish Premier League devient Scottish Premiership (1re division)
- la Scottish First Division devient Scottish Championship (2e division)
- la Scottish Second Division devient Scottish League One (3e division)
- la Scottish Third Division devient Scottish League Two (4e division)

L'organisation du championnat reste sensiblement la même qu'avant la réunification avec 12 équipes en Premiership et 10 équipes dans chacune des trois divisions inférieures. Cependant, un barrage de montée est désormais organisé entre le 11e de Premiership et les équipes ayant terminé de la 2e à la 4e place de Championship comme cela est le cas entre les autres divisions.
La SPFL est structurée comme une société privée dont les 42 clubs sont propriétaires et actionnaires.

## Compétitions européennes

### Classement UEFA du championnat
Le tableau ci-dessous récapitule le classement de l'Écosse au coefficient UEFA depuis 1960. Ce coefficient par nation est utilisé pour attribuer à chaque pays un nombre de places pour les compétitions européennes (Ligue des champions et Ligue Europa) ainsi que les tours auxquels les clubs doivent entrer dans la compétition.
| 1960 | 1961 | 1962 | 1963 | 1964 | 1965 | 1966 | 1967 | 1968 | 1969 | 1970 | 1971 | 1972 | 1973 | 1974 | 1975 | 1976 | 1977 | 1978 | 1979 | 1980 | 1981 | 1982 | 1983 | 1984 | 1985 | 1986 | 1987 | 1988 | 1989 | 1990 | 1991 | 1992 |
| ---- | ---- | ---- | ---- | ---- | ---- | ---- | ---- | ---- | ---- | ---- | ---- | ---- | ---- | ---- | ---- | ---- | ---- | ---- | ---- | ---- | ---- | ---- | ---- | ---- | ---- | ---- | ---- | ---- | ---- | ---- | ---- | ---- |
| 5    | 6    | 5    | 3    | 3    | 6    | 6    | 5    | 5    | 3    | 3    | 4    | 5    | 6    | 6    | 9    | 11   | 16   | 15   | 17   | 13   | 14   | 14   | 6    | 4    | 6    | 7    | 5    | 7    | 9    | 10   | 9    | 12   |
| 1993 | 1994 | 1995 | 1996 | 1997 | 1998 | 1999 | 2000 | 2001 | 2002 | 2003 | 2004 | 2005 | 2006 | 2007 | 2008 | 2009 | 2010 | 2011 | 2012 | 2013 | 2014 | 2015 | 2016 | 2017 | 2018 | 2019 | 2020 | 2021 | 2022 | 2023 | 2024 | 2025 |
| 12   | 13   | 15   | 17   | 19   | 26   | 21   | 15   | 16   | 12   | 9    | 11   | 10   | 11   | 10   | 10   | 16   | 16   | 15   | 18   | 24   | 23   | 23   | 25   | 23   | 26   | 20   | 14   | 11   | 9    | 9    | 11   | 14   |

Le tableau suivant affiche le coefficient actuel du championnat écossais.
| Rang | Pays     | 2020-2021 | 2021-2022 | 2022-2023 | 2023-2024 | 2024-2025 | Coefficient |
| ---- | -------- | --------- | --------- | --------- | --------- | --------- | ----------- |
| 12   | Grèce    | 5,100     | 8,000     | 2,125     | 11,400    | 12,687    | 39,312      |
| 13   | Autriche | 6,700     | 10,400    | 4,900     | 4,800     | 9,650     | 36,450      |
| 14   | Écosse   | 8,500     | 7,900     | 3,500     | 6,400     | 9,250     | 35,550      |
| 15   | Pologne  | 4,000     | 4,625     | 7,750     | 6,875     | 11,750    | 35,000      |
| 16   | Danemark | 4,125     | 7,800     | 5,900     | 8,500     | 7,656     | 33,981      |

### Coefficient UEFA des clubs
| Rang | Club                | 2020-2021 | 2021-2022 | 2022-2023 | 2023-2024 | 2024-2025 | Coefficient |
| ---- | ------------------- | --------- | --------- | --------- | --------- | --------- | ----------- |
| 25   | Rangers FC          | 15,000    | 19,000    | 4,000     | 14,000    | 19,250    | 71,250      |
| 59   | Celtic FC           | 3,000     | 6,000     | 6,000     | 7,000     | 16,000    | 38,000      |
| 138  | Heart of Midlothian | -         | -         | 4,000     | 2,500     | 5,000     | 11,500      |
| 161  | Aberdeen FC         | 2,000     | 2,500     | -         | 5,000     | -         | 9,500       |

## Palmarès du championnat d'Écosse
| Saison | Champion                     | Pts      | Vice-champion       | Pts      | Meilleur buteur                                               | Buts |
| ------ | ---------------------------- | -------- | ------------------- | -------- | ------------------------------------------------------------- | ---- |
| 1891   | Dumbarton (1) et Rangers (1) | 29       |                     |          | Jack Bell (Dumbarton)                                         | 20   |
| 1892   | Dumbarton (2)                | 37       | Celtic              | 35       | Jack Bell (Dumbarton)                                         | 23   |
| 1893   | Celtic (1)                   | 29       | Rangers             | 28       | Sandy McMahon (Celtic) John Campbell (Celtic)                 | 11   |
| 1894   | Celtic (2)                   | 29       | Heart of Midlothian | 26       | Sandy McMahon (Celtic)                                        | 16   |
| 1895   | Heart of Midlothian (1)      | 31       | Celtic              | 26       | John Miller (Clyde)                                           | 12   |
| 1896   | Celtic (3)                   | 30       | Rangers             | 26       | Allan Martin (Celtic)                                         | 19   |
| 1897   | Heart of Midlothian (2)      | 28       | Hibernian           | 26       | Willie Taylor (Hearts)                                        | 12   |
| 1898   | Celtic (4)                   | 33       | Rangers             | 29       | Robert Hamilton (Rangers)                                     | 18   |
| 1899   | Rangers (2)                  | 36       | Heart of Midlothian | 26       | Robert Hamilton (Rangers)                                     | 25   |
| 1900   | Rangers (3)                  | 32       | Celtic              | 25       | Robert Hamilton (Rangers) William Michael (Hearts)            | 15   |
| 1901   | Rangers (4)                  | 35       | Celtic              | 29       | Robert Hamilton (Rangers)                                     | 20   |
| 1902   | Rangers (5)                  | 28       | Celtic              | 26       | William Maxwell (football) (Third Lanark)                     | 10   |
| 1903   | Hibernian (1)                | 37       | Dundee              | 31       | David Reid (Hibernian)                                        | 14   |
| 1904   | Third Lanark (1)             | 43       | Heart of Midlothian | 39       | Robert Hamilton (Rangers)                                     | 28   |
| 1905   | Celtic (5)                   | 41       | Rangers             | 41       | Jimmy Quinn (Celtic) Robert Hamilton (Rangers)                | 19   |
| 1906   | Celtic (6)                   | 49       | Heart of Midlothian | 43       | Jimmy Quinn (Celtic)                                          | 20   |
| 1907   | Celtic (7)                   | 55       | Dundee              | 48       | Jimmy Quinn (Celtic)                                          | 29   |
| 1908   | Celtic (8)                   | 55       | Falkirk             | 51       | / Jock Simpson (Falkirk)                                      | 32   |
| 1909   | Celtic (9)                   | 51       | Dundee              | 50       | John Hunter (Dundee)                                          | 29   |
| 1910   | Celtic (10)                  | 54       | Falkirk             | 52       | Jimmy Quinn (Celtic) / Jock Simpson (Falkirk)                 | 24   |
| 1911   | Rangers (6)                  | 52       | Aberdeen            | 48       | Willie Reid (Rangers)                                         | 38   |
| 1912   | Rangers (7)                  | 51       | Celtic              | 45       | Willie Reid (Rangers)                                         | 33   |
| 1913   | Rangers (8)                  | 53       | Celtic              | 49       | James Reid (Airdrieonians)                                    | 30   |
| 1914   | Celtic (11)                  | 65       | Rangers             | 59       | James Reid (Airdrieonians)                                    | 27   |
| 1915   | Celtic (12)                  | 65       | Heart of Midlothian | 61       | Tom Gracie (Hearts) James Richardson (Ayr United)             | 29   |
| 1916   | Celtic (13)                  | 67       | Rangers             | 56       | James McColl (Celtic)                                         | 34   |
| 1917   | Celtic (14)                  | 64       | Morton              | 54       | Bert Yarnall (Airdrieonians)                                  | 39   |
| 1918   | Rangers (9)                  | 56       | Celtic              | 55       | Hughie Ferguson (Motherwell)                                  | 35   |
| 1919   | Celtic (15)                  | 58       | Rangers             | 57       | David McLean (Rangers)                                        | 29   |
| 1920   | Rangers (10)                 | 71       | Celtic              | 68       | Hughie Ferguson (Motherwell)                                  | 33   |
| 1921   | Rangers (11)                 | 76       | Celtic              | 66       | Hughie Ferguson (Motherwell)                                  | 43   |
| 1922   | Celtic (16)                  | 67       | Rangers             | 66       | Duncan Walker (St Mirren)                                     | 45   |
| 1923   | Rangers (12)                 | 55       | Airdrieonians       | 50       | Jock White (Hearts)                                           | 30   |
| 1924   | Rangers (13)                 | 59       | Airdrieonians       | 50       | David Halliday (Dundee)                                       | 38   |
| 1925   | Rangers (14)                 | 60       | Airdrieonians       | 57       | William Devlin (Cowdenbeath)                                  | 33   |
| 1926   | Celtic (17)                  | 58       | Airdrieonians       | 50       | William Devlin (Cowdenbeath)                                  | 40   |
| 1927   | Rangers (15)                 | 56       | Motherwell          | 51       | Jimmy McGrory (Celtic)                                        | 49   |
| 1928   | Rangers (16)                 | 60       | Celtic              | 55       | Jimmy McGrory (Celtic)                                        | 47   |
| 1929   | Rangers (17)                 | 67       | Celtic              | 51       | Evelyn Morrison (Falkirk)                                     | 43   |
| 1930   | Rangers (18)                 | 60       | Motherwell          | 55       | Benny Yorston (Aberdeen)                                      | 38   |
| 1931   | Rangers (19)                 | 60       | Celtic              | 58       | Barney Battles, Jr. (Hearts)                                  | 44   |
| 1932   | Motherwell (1)               | 66       | Rangers             | 61       | Willie MacFadyen (Motherwell)                                 | 52   |
| 1933   | Rangers (20)                 | 62       | Motherwell          | 59       | Willie MacFadyen (Motherwell)                                 | 45   |
| 1934   | Rangers (21)                 | 66       | Motherwell          | 62       | Jimmy Smith (Rangers)                                         | 41   |
| 1935   | Rangers (22)                 | 55       | Celtic              | 52       | Jimmy Smith (Rangers)                                         | 36   |
| 1936   | Celtic (18)                  | 66       | Rangers             | 61       | Jimmy McGrory (Celtic)                                        | 50   |
| 1937   | Rangers (23)                 | 61       | Aberdeen            | 54       | David Wilson (Hamilton Academical)                            | 34   |
| 1938   | Celtic (19)                  | 61       | Heart of Midlothian | 58       | Andy Black (Hearts)                                           | 40   |
| 1939   | Rangers (24)                 | 59       | Celtic              | 48       | Alex Venters (Rangers)                                        | 35   |
| 1947   | Rangers (25)                 | 46       | Hibernian           | 44       | Bobby Mitchell (Third Lanark)                                 | 22   |
| 1948   | Hibernian (2)                | 48       | Rangers             | 46       | Archie Aikman (Falkirk)                                       | 20   |
| 1949   | Rangers (26)                 | 46       | Dundee              | 45       | Alex Stott (Dundee)                                           | 30   |
| 1950   | Rangers (27)                 | 50       | Hibernian           | 49       | Willie Bauld (Hearts)                                         | 30   |
| 1951   | Hibernian (3)                | 48       | Rangers             | 38       | Lawrie Reilly (Hibernian)                                     | 22   |
| 1952   | Hibernian (4)                | 45       | Rangers             | 41       | Lawrie Reilly (Hibernian)                                     | 27   |
| 1953   | Rangers (28)                 | 43       | Hibernian           | 43       | Lawrie Reilly (Hibernian) Charlie Fleming (East Fife)         | 30   |
| 1954   | Celtic (20)                  | 43       | Heart of Midlothian | 38       | Jimmy Wardhaugh (Hearts)                                      | 27   |
| 1955   | Aberdeen (1)                 | 49       | Celtic              | 46       | Willie Bauld (Hearts)                                         | 21   |
| 1956   | Rangers (29)                 | 52       | Aberdeen            | 46       | Jimmy Wardhaugh (Hearts)                                      | 28   |
| 1957   | Rangers (30)                 | 55       | Heart of Midlothian | 53       | Hugh Baird (Airdrieonians)                                    | 33   |
| 1958   | Heart of Midlothian (3)      | 62       | Rangers             | 49       | Jimmy Wardhaugh (Hearts) Jimmy Murray (Hearts)                | 28   |
| 1959   | Rangers (31)                 | 50       | Heart of Midlothian | 48       | Joe Baker (Hibernian)                                         | 25   |
| 1960   | Heart of Midlothian (4)      | 54       | Kilmarnock          | 50       | Joe Baker (Hibernian)                                         | 42   |
| 1961   | Rangers (32)                 | 51       | Kilmarnock          | 50       | Alex Harley (Third Lanark)                                    | 42   |
| 1962   | Dundee (1)                   | 54       | Rangers             | 51       | Alan Gilzean (Dundee)                                         | 24   |
| 1963   | Rangers (33)                 | 57       | Kilmarnock          | 48       | Jimmy Millar (Rangers)                                        | 27   |
| 1964   | Rangers (34)                 | 55       | Kilmarnock          | 49       | Alan Gilzean (Dundee)                                         | 32   |
| 1965   | Kilmarnock (1)               | 50       | Heart of Midlothian | 50       | Jim Forrest (Rangers)                                         | 30   |
| 1966   | Celtic (21)                  | 57       | Rangers             | 55       | Joe McBride (Celtic) Alex Ferguson (Dunfermline Athletic)     | 31   |
| 1967   | Celtic (22)                  | 58       | Rangers             | 55       | Stevie Chalmers (Celtic)                                      | 21   |
| 1968   | Celtic (23)                  | 63       | Rangers             | 61       | Bobby Lennox (Celtic)                                         | 32   |
| 1969   | Celtic (24)                  | 54       | Rangers             | 49       | Kenny Cameron (Dundee United)                                 | 26   |
| 1970   | Celtic (25)                  | 57       | Rangers             | 45       | Colin Stein (Rangers)                                         | 24   |
| 1971   | Celtic (26)                  | 56       | Aberdeen            | 54       | Harry Hood (Celtic)                                           | 22   |
| 1972   | Celtic (27)                  | 60       | Aberdeen            | 50       | Joe Harper (Aberdeen)                                         | 33   |
| 1973   | Celtic (28)                  | 57       | Rangers             | 56       | Alan Gordon (Hibernian)                                       | 27   |
| 1974   | Celtic (29)                  | 53       | Hibernian           | 49       | John Deans (Celtic)                                           | 26   |
| 1975   | Rangers (35)                 | 56       | Hibernian           | 49       | Andy Gray (Dundee United) Willie Pettigrew (Motherwell)       | 20   |
| 1976   | Rangers (36)                 | 54       | Celtic              | 48       | Kenny Dalglish (Celtic)                                       | 24   |
| 1977   | Celtic (30)                  | 55       | Rangers             | 46       | Willie Pettigrew (Motherwell)                                 | 21   |
| 1978   | Rangers (37)                 | 55       | Aberdeen            | 53       | Derek Johnstone (Rangers)                                     | 25   |
| 1979   | Celtic (31)                  | 48       | Rangers             | 45       | Andy Ritchie (Morton)                                         | 22   |
| 1980   | Aberdeen (2)                 | 48       | Celtic              | 47       | Douglas Somner (St Mirren)                                    | 25   |
| 1981   | Celtic (32)                  | 56       | Aberdeen            | 49       | Frank McGarvey (Celtic)                                       | 23   |
| 1982   | Celtic (33)                  | 55       | Aberdeen            | 53       | George McCluskey (Celtic)                                     | 21   |
| 1983   | Dundee United (1)            | 56       | Celtic              | 55       | Charlie Nicholas (Celtic)                                     | 29   |
| 1984   | Aberdeen (3)                 | 57       | Celtic              | 50       | Brian McClair (Celtic)                                        | 23   |
| 1985   | Aberdeen (4)                 | 59       | Celtic              | 52       | Frank McDougall (Dundee)                                      | 22   |
| 1986   | Celtic (34)                  | 50 (+29) | Heart of Midlothian | 50 (+26) | Ally McCoist (Rangers)                                        | 24   |
| 1987   | Rangers (38)                 | 69       | Celtic              | 63       | Brian McClair (Celtic)                                        | 35   |
| 1988   | Celtic (35)                  | 70       | Heart of Midlothian | 62       | Tommy Coyne (Dundee)                                          | 33   |
| 1989   | Rangers (39)                 | 56       | Aberdeen            | 50       | Mark McGhee (Celtic) Charlie Nicholas (Aberdeen)              | 16   |
| 1990   | Rangers (40)                 | 51       | Aberdeen            | 44       | John Robertson (Hearts)                                       | 17   |
| 1991   | Rangers (41)                 | 55       | Aberdeen            | 53       | Tommy Coyne (Celtic)                                          | 18   |
| 1992   | Rangers (42)                 | 72       | Heart of Midlothian | 63       | Ally McCoist (Rangers)                                        | 34   |
| 1993   | Rangers (43)                 | 73       | Aberdeen            | 64       | Ally McCoist (Rangers)                                        | 34   |
| 1994   | Rangers (44)                 | 58       | Aberdeen            | 55       | Mark Hateley (Rangers)                                        | 22   |
| 1995   | Rangers (45)                 | 69       | Motherwell          | 54       | Tommy Coyne (Motherwell)                                      | 16   |
| 1996   | Rangers (46)                 | 87       | Celtic              | 83       | Pierre van Hooijdonk (Celtic)                                 | 26   |
| 1997   | Rangers (47)                 | 80       | Celtic              | 75       | Jorge Cadete (Celtic)                                         | 25   |
| 1998   | Celtic (36)                  | 74       | Rangers             | 72       | Marco Negri (Rangers)                                         | 32   |
| 1999   | Rangers (48)                 | 77       | Celtic              | 71       | Henrik Larsson (Celtic)                                       | 29   |
| 2000   | Rangers (49)                 | 90       | Celtic              | 69       | Mark Viduka (Celtic)                                          | 25   |
| 2001   | Celtic (37)                  | 97       | Rangers             | 82       | Henrik Larsson (Celtic)                                       | 35   |
| 2002   | Celtic (38)                  | 103      | Rangers             | 85       | Henrik Larsson (Celtic)                                       | 29   |
| 2003   | Rangers (50)                 | 97 (+73) | Celtic              | 97 (+72) | Henrik Larsson (Celtic)                                       | 28   |
| 2004   | Celtic (39)                  | 98       | Rangers             | 81       | Henrik Larsson (Celtic)                                       | 30   |
| 2005   | Rangers (51)                 | 93       | Celtic              | 92       | John Hartson (Celtic)                                         | 25   |
| 2006   | Celtic (40)                  | 91       | Heart of Midlothian | 74       | Kris Boyd (Rangers ; 15 pour Kilmarnock)                      | 32   |
| 2007   | Celtic (41)                  | 84       | Rangers             | 72       | Kris Boyd (Rangers)                                           | 20   |
| 2008   | Celtic (42)                  | 89       | Rangers             | 86       | Scott McDonald (Celtic)                                       | 25   |
| 2009   | Rangers (52)                 | 86       | Celtic              | 82       | Kris Boyd (Rangers)                                           | 27   |
| 2010   | Rangers (53)                 | 87       | Celtic              | 81       | Kris Boyd (Rangers)                                           | 23   |
| 2011   | Rangers (54)                 | 93       | Celtic              | 92       | Kenny Miller (Rangers)                                        | 21   |
| 2012   | Celtic (43)                  | 93       | Rangers             | 73       | Gary Hooper (Celtic)                                          | 24   |
| 2013   | Celtic (44)                  | 79       | Motherwell          | 63       | Michael Higdon (Motherwell)                                   | 26   |
| 2014   | Celtic (45)                  | 99       | Motherwell          | 70       | Kris Commons (Celtic)                                         | 27   |
| 2015   | Celtic (46)                  | 92       | Aberdeen            | 75       | Adam Rooney (Aberdeen)                                        | 18   |
| 2016   | Celtic (47)                  | 86       | Aberdeen            | 71       | Leigh Griffiths (Celtic)                                      | 31   |
| 2017   | Celtic (48)                  | 106      | Aberdeen            | 76       | Liam Boyce (Ross County)                                      | 23   |
| 2018   | Celtic (49)                  | 82       | Aberdeen            | 73       | Kris Boyd (Kilmarnock)                                        | 18   |
| 2019   | Celtic (50)                  | 87       | Rangers             | 78       | Alfredo Morelos (Rangers)                                     | 18   |
| 2020   | Celtic (51)                  | 80       | Rangers             | 67       | Odsonne Édouard (Celtic)                                      | 22   |
| 2021   | Rangers (55)                 | 102      | Celtic              | 77       | Odsonne Édouard (Celtic)                                      | 18   |
| 2022   | Celtic (52)                  | 93       | Rangers             | 89       | Regan Charles-Cook (Ross County) Giórgos Giakoumákis (Celtic) | 13   |
| 2023   | Celtic (53)                  | 99       | Rangers             | 92       | Kyogo Furuhashi (Celtic)                                      | 27   |
| 2024   | Celtic (54)                  | 93       | Rangers             | 85       | Lawrence Shankland (Hearts)                                   | 25   |
| 2025   | Celtic (55)                  |          | Rangers             |          |                                                               |      |

## Tableau d'honneur
| Titres | Clubs                                                           |
| ------ | --------------------------------------------------------------- |
| 55     | Rangers                                                         |
| 55     | Celtic                                                          |
| 4      | Aberdeen / Heart of Midlothian / Hibernian                      |
| 2      | Dumbarton                                                       |
| 1      | Motherwell / Dundee / Kilmarnock / Dundee United / Third Lanark |

### Classement des buteurs
Tous les footballeurs sont écossais, sauf mention contraire.
| Classement | Joueur          | Club(s) | Buts |
| ---------- | --------------- | --- | ---- |
| 1          | Kris Boyd       | Kilmarnock (1999 – 2006, 2013-2014, 2015-2019) Rangers (2006 – 2010, 2014-2015)                                                           | 167  |
| 2          | Henrik Larsson  | Celtic (1998 – 2004) | 158  |
| 3          | Derek Riordan   | Hibernian (2001 – 2006) Celtic (2006 – 2008) Hibernian (2008 – 2011)                                                                      | 94   |
| 4          | Scott McDonald  | Motherwell (2004 – 2007) Celtic (2007 – 2010)                                                                                             | 93   |
| 5          | Kenny Miller    | Hibernian (1998 – 2000) Rangers (2000 – 2001, 2008-2011, 2016-2018) Celtic (2006 – 2007) Livingston (2018) Dundee (2018-2019)             | 89   |
| 6          | John Hartson    | Celtic (2001 – 2006) | 88   |
| 7          | Leigh Griffiths | Celtic (2014–) | 78   |
| 8          | Nacho Novo      | Dundee (2002 – 2004) Rangers (2004 – 2010)                                                                                                | 73   |
| 9          | Adam Rooney     | Aberdeen (2014–2018) | 66   |
| 10         | Stevie Crawford | Hibernian (1998 – 2000) Dunfermline Athletic (1999 – 2004) Dundee United (2005) Aberdeen (2005 – 2006) Dunfermline Athletic (2006 – 2008) | 65   |
| 10         | Chris Sutton    | Celtic (2000 – 2006) | 65   |
| 11         | Odsonne Édouard | Celtic (2017-2021 ) | 64   |
| 12         | Colin Nish      | Kilmarnock (2003 – 2008) Hibernian (2008 – 2011)                                                                                          | 62   |
| 12         | Anthony Stokes  | Falkirk (2006 – 2006) Hibernian (2009 – 2010) Celtic (2010 – présent)                                                                     | 62   |
| 13         | Billy Dodds     | Dundee United (1998 – 1999) Rangers (1999 – 2003) Dundee United (2003 – 2006)                                                             | 60   |
| 14         | Darren Mackie   | Aberdeen (1998 – 2012) | 58   |
| 14         | Garry O'Connor  | Hibernian (2001 – 2006, 2011 – 2012) | 58   |
| 15         | Steve Lovell    | Dundee (2002 – 2005) Aberdeen (2005 – 2008) Falkirk (2008 – 2009)                                                                         | 56   |
| 16         | Stilian Petrov  | Celtic (1999 – 2006) | 55   |
| 16         | Kris Boyd       | Kilmarnock (2013–2014; 2015–2019) | 55   |
| 17         | Kris Doolan     | Partick Thistle (2013–2018) | 54   |
| 18         | Paul Hartley    | Hibernian (1999 – 2000) St. Johnstone (2000 – 2002) Heart of Midlothian (2003 – 2007) Celtic (2007 – 2009) Aberdeen (2010 – 2011)         | 52   |
| 19         | Craig Dargo     | Kilmarnock (2000 – 2005) Inverness CT (2005 – 2007) St. Mirren (2007 – 2011)                                                              | 51   |
| 20         | Mark Burchill   | Celtic (1997 – 2001) Heart of Midlothian (2005) Dunfermline Athletic (2005 – 2007) Kilmarnock (2009 – 2010)                               | 49   |
| 20         | Niall McGinn    | Aberdeen (2013–2017; 2018–) | 49   |